# Sandown
Pour l’article homonyme, voir Sandown (New Hampshire).
Sandown est une station balnéaire sur la côte orientale de l'île de Wight (en anglais : Isle of Wight) située au sud du Royaume-Uni), au bord de la Manche, au nord de la station de Shanklin.

## Nature
Ce secteur de l'Ile de Wight est réputé pour ses falaises de craies, dans lesquelles vivent des espèces de fourmis peu communes ailleurs, dont la semi-myrmecophillous Solenopsis fugax (Latr.).

## Activités touristiques

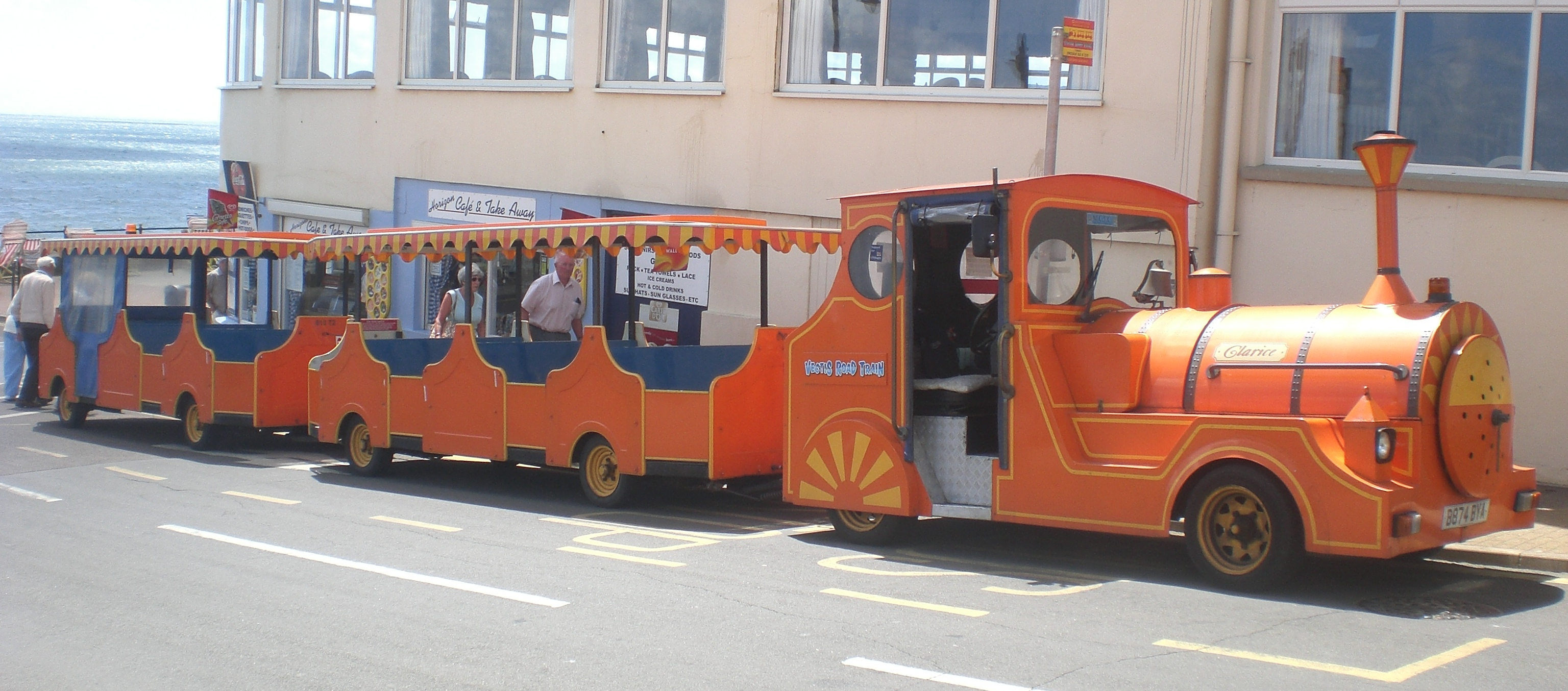
Ancien petit train utilisé pour faire le tour de la ville.

Depuis un siècle et demi, cette ville de plus de 5 200 habitants accueille des touristes britanniques.
 
Le succès à l'époque victorienne se traduisit le 23 août 1864,  par l'ouverture de la Island Line, une voie ferrée reliant Ryde à Shanklin, passant par la gare de Sandown, permettant ainsi au estivants de profiter des promenades, des plages et des hôtels.
La station fut également desservie jusqu'en 1956 depuis Newport, par la Isle of Wight Central Railway.   
Actuellement, la station possède l'un des lieux où l'ensoleillement est le plus important d'Angleterre.
En 1950, le zoo de l'île de Wight ouvre ses portes à Sandown. Et plus récemment, un golf à 18 trous, un aérodrome et un musée sur les dinosaures.

## Jumelage
- Tonnay-Charente (France)
- St. Pete Beach (États-Unis)

## Galerie

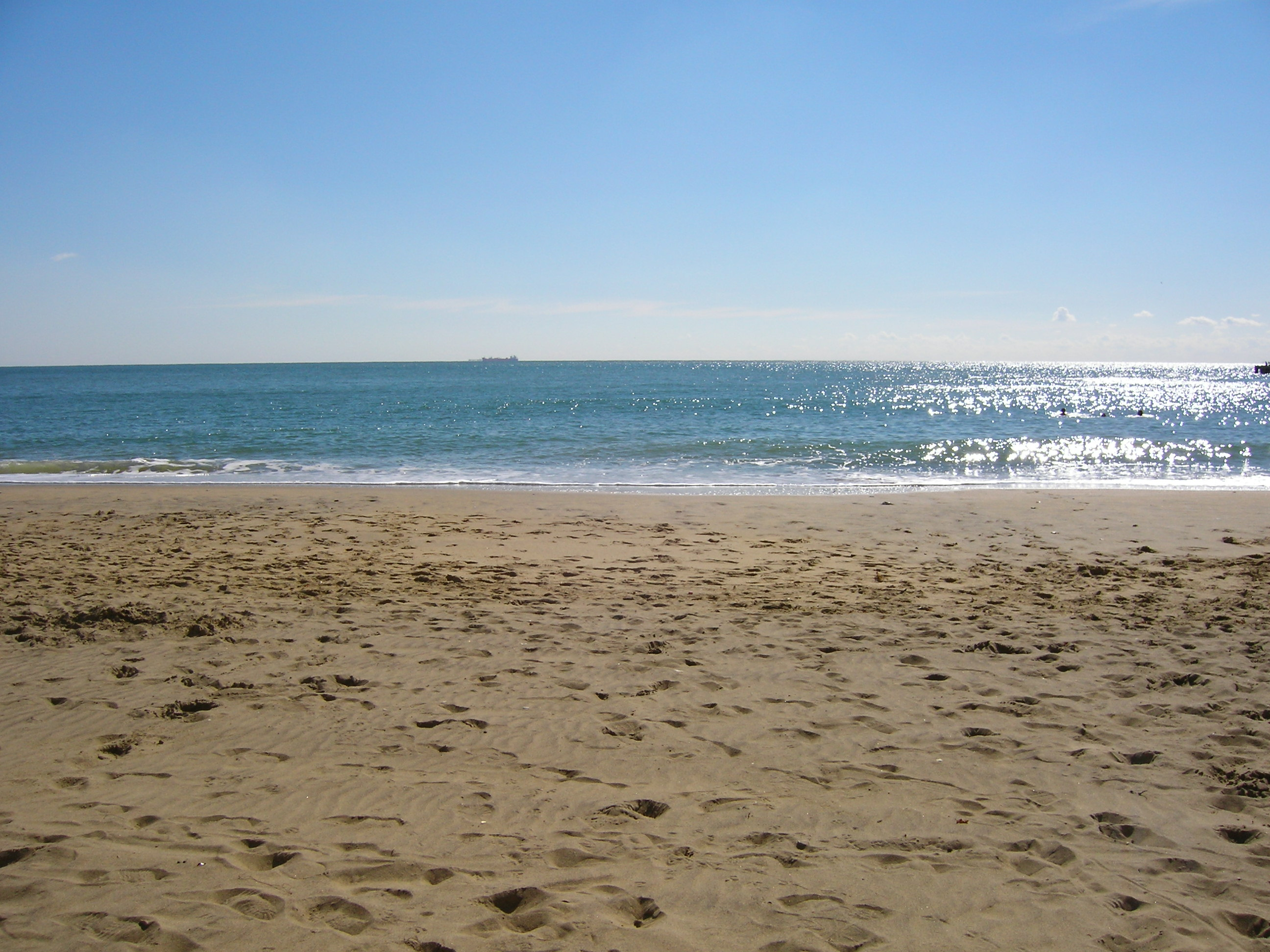
Sandown
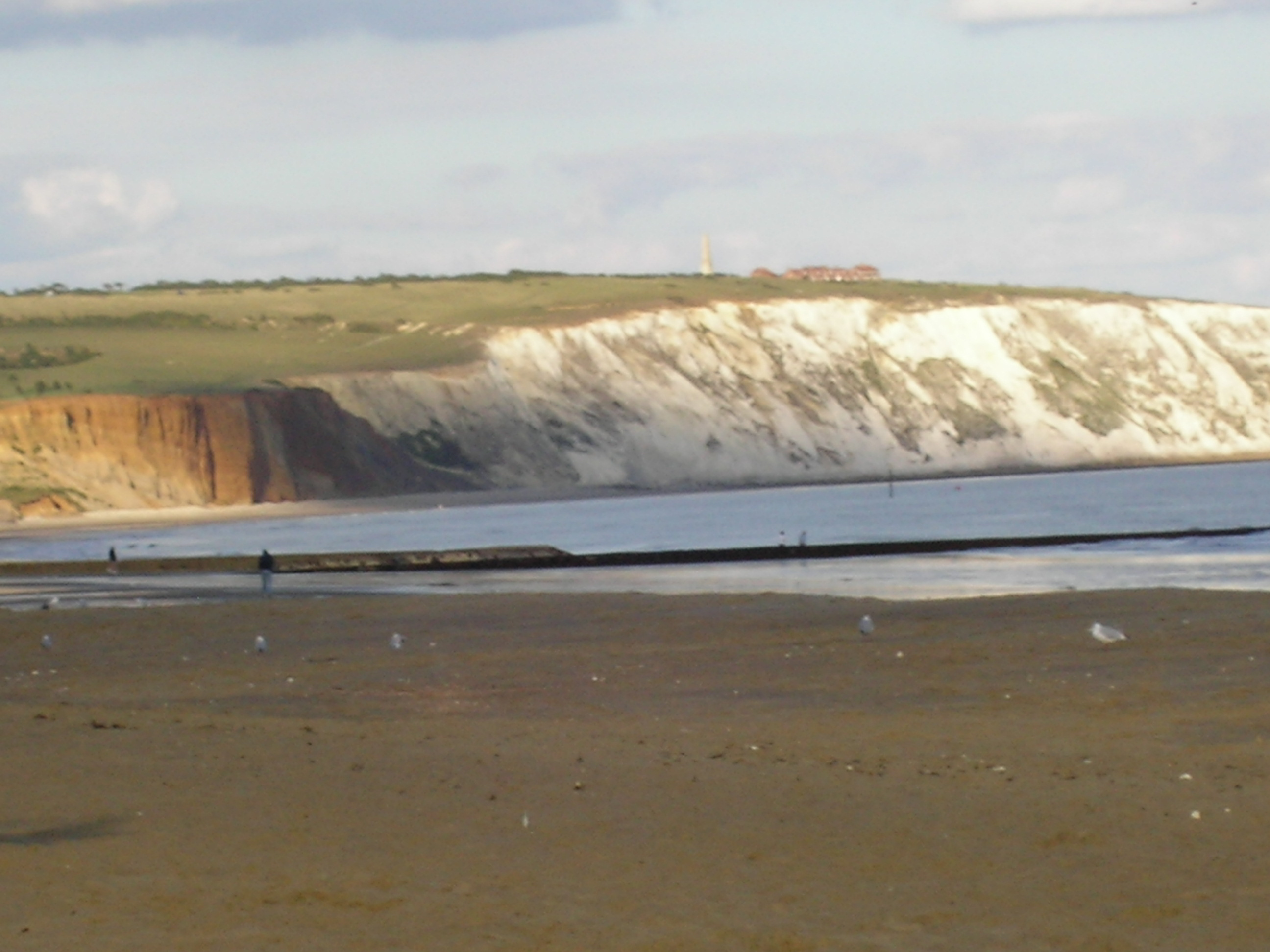
Sandown
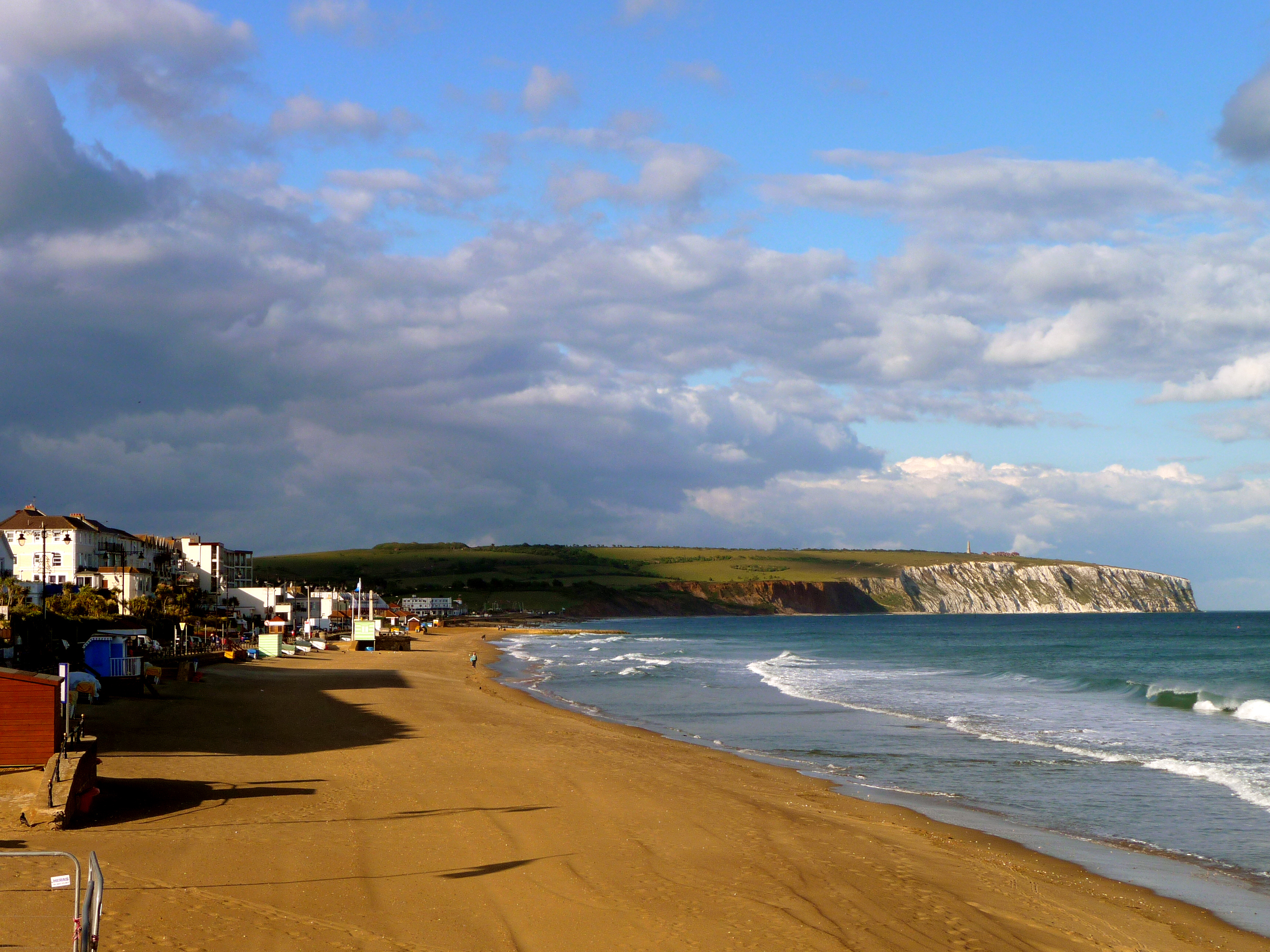
Front de mer de Sandown